# Samanea
Genre
Samanea  est un genre de plantes à fleurs dicotylédones de la famille des Fabaceae, sous-famille des Mimosoideae, originaire des régions tropicales d'Afrique et d'Amérique, qui comprend cinq espèces acceptées.

## Liste d'espèces
Selon The Plant List (4 décembre 2018) :
- Samanea dinklagei (Harms) Keay
- Samanea guineensis (G.C.C.Gilbert & Boutique) Bren
- Samanea inopinata (Harms) Barneby & J.W.Grimes
- Samanea leptophylla (Harms) Brenan & Brummitt
- Samanea tubulosa (Benth.) Barneby & J.W.Grimes